# Iris Club de Croix
El Iris Club de Croix es un equipo de fútbol amateur de Francia que juega en el Championnat National 3, la quinta división de fútbol en el país.

## Historia
Fue fundado en el año 1952 en la ciudad de Croix con el nombre Iris Club tras la fusión de los equipos locales Amicale de Croix y Celtic de Croix, equipo del que deriban los colores actuales del club.
Desde su inicio pasó en las divisiones departamentales de Francia e inició el camino al profesionalismo,. al cual no ha llegado todavía, hasta que en el año 2011 ascienden al Championnat de France Amateur 2 (quinta categoría nacional), año en el que se fusionan con el Stade de Croix para crear al club actual.
En la temporada 2013/14 el club consigue el ascenso al Championnat de France Amateur por primera vez en su historia.
El mejor resultado del club en la Copa de Francia fue en la temporada 2014/15, donde fue eliminado en los octavos de final por el US Concarneau, equipo de la misma categoría.

## Palmarés
- Promotion d'Honneur Régionale: 1

2007
- Promotion d'Honneur: 1

2008
- Division d'Honneur Régionale: 1

2009
- Division d'Honneur: 1

2011
- CFA 2 - Grupo D: 1

2014